# 有岡站
有岡站（日语：／ Arioka eki */?）是一位於日本高知縣四萬十市有岡、隸屬於土佐黑潮鐵道（日語：土佐くろしお鉄道）的鐵路車站。車站編號為TK43。本車站是宿毛線內唯一列車能交換的車站。半數普通列車均需在此進行交換。

## 車站結構

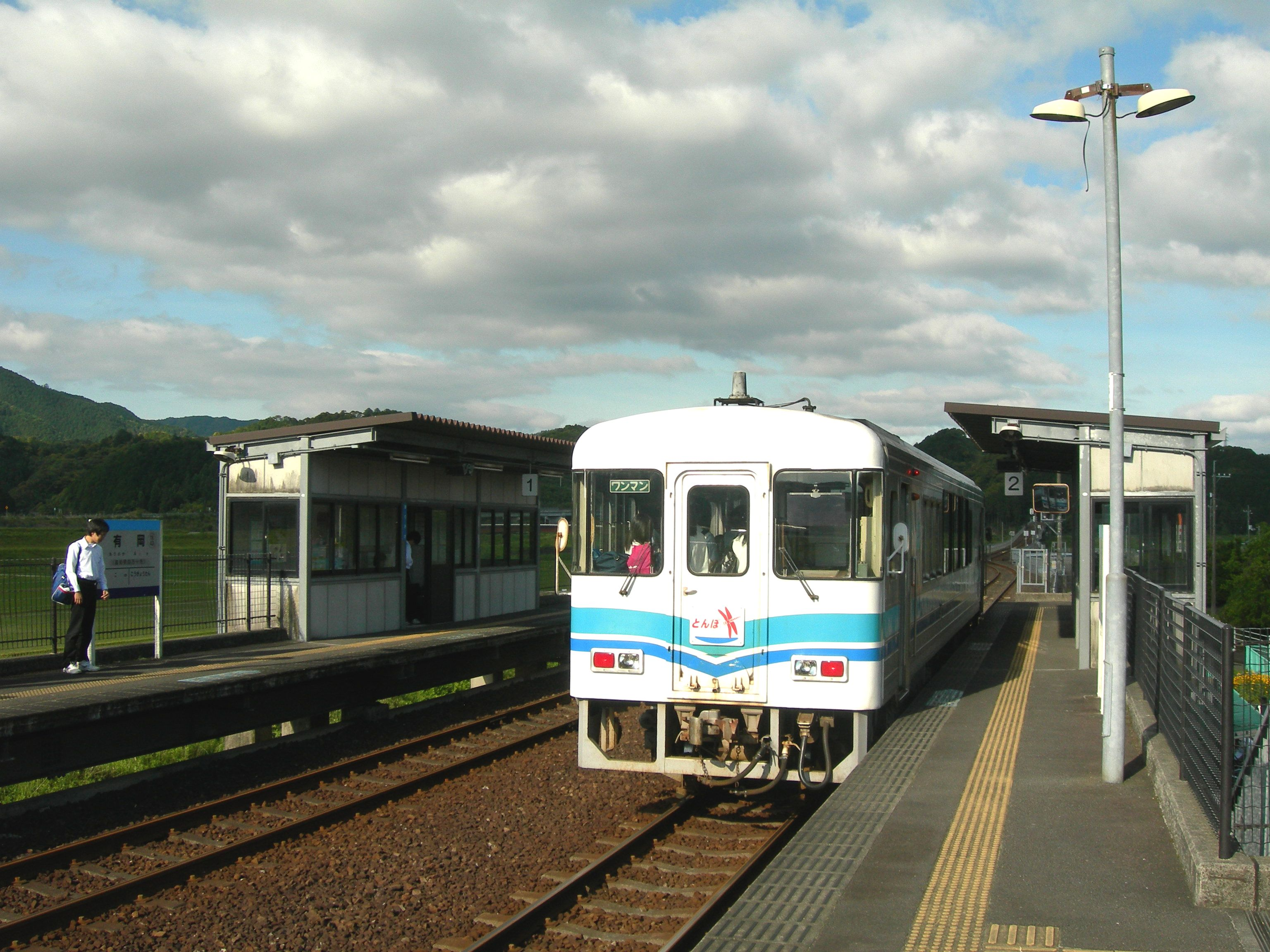
一輛下行的普通列車駛入2號月台。下行列車通常使用1號月台，但如當須避車時，則會駛入2號月台。

本站採用簡易車站設計，因此並沒有站舍，共設有側式月台2個，而各月台有各自的樓梯和斜道前往所屬月台。本站是宿毛線中途站少數設有斜道的車站。地面同樣設置單車停泊處、停車位及開放式和式洗手間。

### 月台配置
1號月台為部為下行普通列車使用及所有特急列車通過的路段，不設限速；2號月台為側線避線，主要供上行普通列車及部份上行列車當避車時所使用，各月台均設有趟門式候車室，而每邊月台的有效長度皆為2輛。
| 月台 | 路線    | 方向 | 目的地         | 備註           |
| ---- | ------- | ---- | -------------- | -------------- |
| 1    | ■宿毛線 | 下行 | 宿毛方向       | 正常情況時使用 |
| 2    | ■宿毛線 | 下行 | 宿毛方向       | 避車時使用     |
| 2    | ■宿毛線 | 上行 | 中村、窪川方向 |                |

## 歷史
- 1997年10月1日：隨宿毛線開通而開業。

## 使用狀況
車站位於四萬十市與宿毛市交界，車站北方有相對密集的民居，再加上市立中筋小學校及中學校皆離車站不遠，做就了一批通學的乘客。而根據國土交通省「國土數值情報」，以下為1日平均上下車人次：
| 年度 | 1日平均 乘降人次 | 1日平均 乘降人次 |
| ---- | ---------------- | ---------------- |
| 2011 | 71               |                  |
| 2012 | 65               |                  |
| 2013 | 62               |                  |
| 2014 | 96               |                  |
| 2015 | 85               |                  |
| 2016 | 122              |                  |
| 2017 | 123              |                  |
| 2018 | 98               |                  |
| 2019 | 81               |                  |
| 2020 | 45               |                  |
| 2021 | 54               |                  |
| 2022 | 64               |                  |

## 相鄰車站
土佐黑潮鐵道
■宿毛線
■特急「足摺」6、7號，「四萬十」4號
通過
■普通
國見（TK42）－有岡（TK43）－工業團地（TK44）

## 外部連結
- 土佐黑潮鐵道有岡站官方網站